# ダン・パーマー
ダン・パーマー (Dan Palmer 1978年8月14日 - ) はイングランド出身、アメリカ合衆国カリフォルニア州ウィッティア在住のギタリスト。フェルナンデスのギターを長年愛用している。「デス・バイ・ステレオ (Death By Stereo)」と「ゼブラヘッド (Zebrahead)」、ふたつのバンドでリード・ギターをつとめている。

## 略歴
カリフォルニア州ロサンゼルスで結成されたハードコア・パンクバンド「アイリッド (Eyelid)」にてギタリストとして活動していたが、バンドは1999年に解散する。その後、1999年10月にハードコア・パンクバンド「デス・バイ・ステレオ (Death By Stereo)」にギタリストとして加入。現在も同バンドのリード・ギターをつとめている。
また、2013年にはグレッグ・バーグドルフの後任として「ゼブラヘッド (Zebrahead)」へ加入、同じくリード・ギターを担当。Fernandesのギターを長年愛用している。
大学時代はクラシック・ギターの勉強をしていた。またヴァン・ヘイレンの大ファンでもあると公言しており、ゼブラヘッドのスタジオ・アルバム『ウォーク・ザ・プランク』を制作した際にはこれらふたつの潮流が影響しているとコメント。また、『ウォーク・ザ・プランク』のプロデューサーであるポール・マイナーは、デス・バイ・ステレオでベースをつとめていたこともあり、ダンとは20年来の友人である。

## 人物
近年は長い口髭がトレードマークとなっており、口髭の手入れにハマっている。このカイゼル髭は4〜5年かけてここまで伸ばし、切りそろえたりブラッシングしたりしている。日々シャンプーやコンディショナーを欠かさず、毎日早起きして時間をかけて口ひげをセットしている。
2014年10月にオーストラリアで受けたインタビューでは質問に対して下記のとおり回答している。
- 好きなスポーツ: バスケットボールとアメリカン・フットボール
- 好きなスポーツチーム: ロサンゼルス・レイカーズとミネソタ・バイキングス
- 好きな食べもの: ピザ
- 好きな飲みもの: 買ってくれるなら何でも！ (「アルコールなら何でも飲む」という意味で)
- 好きなバンド: ヴァン・ヘイレンとデビッド・リー・ロス
- 好きな曲: 「ファイナル・カウントダウン (The Final Countdown)」(ヨーロッパというスウェーデン出身のヘヴィメタルバンドによる大ヒット曲)
- 好きなテレビ番組: テレビはあまり観ないが、観るとしたらコメディが好き
- リラックスしたい時: よくスポーツジムへ行って運動し、ピザやビールで摂取したカロリーを燃焼させている
- タトゥーの数: 2つある。ひとつは左肩に、もうひとつはギターを演奏する男性のタトゥーをふくらはぎにいれている。